# Dazimua
Dazimua was in de Sumerische mythologie een van de acht godheden, die geboren werden om de ziekte van Enki te verlichten . Zij was de echtgenote van Ningisjzida, en is mogelijk een andere naam voor Ninazimua.